# Tipologie lingvistică
Tipologia lingvistică este o ramură a lingvisticii și un mod de clasificare a limbilor, care se ocupă cu încadrarea lor în grupuri caracterizate de anumite trăsături structurale comune prin care se deosebesc de alte grupuri de limbi.
Tipologia lingvistică se deosebește de alte moduri de clasificare a limbilor. Una din acestea este cea genealogică, axată pe studierea comparativ-istorică a asemănărilor și deosebirilor dintre limbile înrudite, stabilind clase genealogice (familii de limbi și ramuri în cadrul acestora). Tipologia lingvistică se mai distinge și de studierea limbilor în contact, inclusiv neînrudite, care se influențează reciproc, grupate în uniuni lingvistice, cum este uniunea lingvistică balcanică.
Tipologia lingvistică este o disciplină sincronică, adică tratează limbile în starea lor actuală. Totuși, o limbă poate fi studiată și din punctul de vederea al evoluției tipului său structural, care se poate schimba. Astfel, limbi ca franceza, bulgara sau engleza au evoluat de la tipul morfologic sintetic la cel analitic (vezi mai jos).
Nicio limbă nu este de niciun anumit tip în mod absolut. Tipurile sunt abstracții teoretice, stabilite printr-un raționament deductiv, iar aprecierea încadrării unei limbi particulare într-un tip sau altul este cantitativă și comparativă, fiecare limbă fiind mai apropiată sau mai depărtată de caracteristicile tipului ideal. Bunăoară se poate vorbi numai de limbi mai analitice, respectiv mai sintetice decât altele.
Cercetarea tipologică a limbilor a mers de la început mână în mână cu cea a universaliilor lingvistice. Acestea sunt trăsături comune tuturor sau majorității limbilor, dintre care sunt selectați parametrii tipologici pe baza cărora se stabilește tipologia lingvistică. De pildă categoria „subiect” este un asemenea parametru. Existența acestei părți de propoziție este cvasiuniversală, dar unele posibilități de exprimare a ei deosebesc între ele anumite grupuri de limbi. Astfel, limbile în care subiectul poate să nu fie exprimat prin cuvânt aparte au fost grupate în tipul de limbi numit „pro-drop” (de la en  pronoun-dropping „căderea pronumelui”), cum sunt româna sau italiana, în contrast cu tipul „non-pro-drop”, căruia îi aparțin franceza sau engleza, și în care această posibilitate este limitată, deci necaracteristică.
Clasificarea tipologică nu grupează limbile luate în ansamblul fiecăreia, cum face clasificarea genealogică, ci pe baza unor trăsături structurale comune ale lor, prin urmare o limbă dată poate face parte din mai multe grupuri tipologice. De pildă limbile BCMS fac parte din grupul limbilor care nu au articol hotărât, împreună cu limba rusă și alte limbi slave, și în același timp din grupul limbilor care au pronume personale cu funcție de complement direct și indirect clitice (adică neaccentuate, conjuncte), împreună cu româna și celelalte limbi romanice.
O trăsătură comună unui grup nu este unică, ci se asociază cu alte trăsături comune acelui grup. De exemplu caracterul enclitic al articolului hotărât este asociat cu faptul că determinatul (termenul regent) precede de regulă atributul sau complementul său, de exemplu în limba română. O asociere mai complexă este cea a caracterului „pro-drop” cu prezența unei flexiuni verbale bogate, cu posibilitatea inversării locului subiectului cu cel al predicatului, cu posibilitatea extragerii subiectului din propoziția subordonată etc..

## Tipologii lingvistice
Există mai multe tipologii lingvistice, referitoare la domeniile limbii: morfologic, sintactic, fonologic, prozodic, lexical.

### Tipologie morfologică
Această tipologie este prima care a apărut, la începutul secolului al XIX-lea, datorită fraților Friedrich și August Wilhelm Schlegel, care au deosebit limbi sintetice și limbi analitice, iar în cadrul celor sintetice, limbi flexionare (numite și fuzionale) și limbi aglutinante. Mai târziu în același secol, Wilhelm von Humboldt a introdus tipul polisintetic (numit și incorporant) ca fiind de un grad superior de sintetism. „Tipologie morfologică” este o denumire tradițională. De fapt ea este morfosintactică, dat fiind că sistemul morfologic este strâns legat de cel sintactic.
În secolul al XX-lea, Edward Sapir a precizat și diversificat tipologia morfologică în perspectiva felului în care structura morfologică a cuvintelor exprimă raporturile gramaticale dintre acestea în propoziție, ceea ce se reflectă și în numărul de morfeme care constituie un cuvânt. Astfel sunt:
- limbi analitice, care folosesc cu prioritate mărci gramaticale de tip cuvinte, precum adpoziții (prepoziții sau/și postpoziții) și verbe auxiliare, deci un cuvânt tinde să fie un singur morfem, fie lexical, fie gramatical;
- limbi izolante (numite și monosilabice sau amorfe), în care analitismul atinge cel mai înalt grad, cuvintele fiind practic invariabile;
- limbi sintetice, care preferă afixele legate de radicalul cuvântului cu sens lexical, astfel un cuvânt tinzând să cuprindă mai multe morfeme, și lexicale, și gramaticale;
- limbi aglutinante, limbi sintetice în care morfemele tind să fie bine delimitate unul de altul și să exprime un singur element de sens;
- limbi flexionare (fuzionale), limbi sintetice în care morfemele tind să nu fie net delimitate și să exprime mai multe elemente de sens, în unele limbi mărci gramaticale fiind uneori incluse în radicalul cu sens lexical (flexiune numită internă);
- limbi polisintetice (incorporante), în care un cuvânt acumulează relativ multe morfeme, tinzând să constituie o propoziție întreagă.

În afară de aceste tipuri generale, mai sunt și tipuri care privesc aspecte mai restrânse.
Unul dintre parametrii tipologici morfologici este categoria cazului. Mijloacele de exprimare a cazurilor opun limbile sintetice, în care se realizează prioritar prin afixe gramaticale de tip desinență (de exemplu în limba latină), limbilor analitice, în care se exprimă, de preferință, prin adpoziții (ex. limba franceză). Româna ocupă sub acest aspect o poziție intermediară.
Alt parametru tipologic este articolul, în primul rând prin existența sa în unele limbi, ca cele romanice, față de non-existența lui în limbi ca latina, finlandeza sau rusa. Articolul hotărât mai distinge grupuri de limbi și prin locul său față de cuvântul determinat. Prin acesta se deosebesc tipul limbilor cu articol hotărât proclitic, cum sunt toate limbile romanice în afară de română, și tipul celor cu articol hotărât enclitic, în care româna intră împreună cu albaneza și cu bulgara.
Parametrul numit „control” deosebește grupuri de limbi după cum subiectul, de pildă, exprimă sau nu prin mărci gramaticale faptul că acesta controlează acțiunea care i se atribuie. Într-o limbă ca româna nu îl exprimă, dar de pildă în unele limbi caucaziene, dacă într-o propoziție ca Ion s-a rostogolit pe iarbă, subiectul a făcut-o voit, deci controlând acțiunea, atunci este la un anumit caz, iar dacă i s-a întâmplat fără să vrea, este la alt caz.
Folosirea sau nefolosirea verbului copulativ corespunzător lui a fi în construcția predicatului nominal deosebește de asemenea grupuri de limbi, de pildă româna (Ion este bolnav), franceza (Jean est malade) sau engleza (John is ill), respectiv araba sau rusa (Иван больной Ivan bolnoi).
Pronumele are în diferite limbi caracteristici care sunt de asemenea parametri tipologici. În primul rând este vorba de existența lui în majoritatea limbilor față de lipsa lui în unele limbi, ca japoneza. Alt parametru este existența formelor clitice de pronume (ex. în limbile romanice) față de lipsa acestora, ex. în latină sau în rusă. Legat de pronume există de asemenea parametrul care distinge limbi ce exprimă politețe prin pronume personale de anumite forme, ca româna, și limbi care nu o fac prin acest mijloc, ca engleza. Iarăși alt parametru pronominal deosebește limbi cu pronumele corespunzător lui noi având forme diferite în funcție de includerea sau excluderea interlocutorului, ca în unele limbi din Africa de Sud, față de limbi în care noi are o singură formă, fie că este folosit inclusiv sau exclusiv. Sunt și limbi care deosebesc inanimatul prin forme specifice de pronume personale (ex. en  it) față de limbi care nu au această distincție prin pronume, ca româna.
Unele limbi se disting prin exprimarea animatului prin caz, precum rusa, în care cazul acuzativ al animatelor masculine este identic cu genitivul, pe când acuzativul inanimatelor neutre și masculine este același cu nominativul.

### Tipologie sintactică
Această tipologie a cunoscut o dezvoltare deosebită în ultimele decenii ale secolului al XX-lea.

#### Parametri tipologici legați de topică
Topica în general poate fi mai mult sau mai puțin fixă, respectiv liberă. În funcție de aceasta se deosebesc, nu în mod absolut, limbi cu topică fixă, cu topică liberă și un tip intermediar, cu topică relativ liberă. Există o relație directă între topică și tipul morfologic general al limbilor. Cu cât o limbă este mai sintetică, cu atât topica este mai liberă. Într-o astfel de limbă, exprimarea raporturilor gramaticale fiind asigurată de afixe, rolul topicii este mai puțin important în această privință. Dimpotrivă, cu cât o limbă este mai analititcă, cu atât topica este mai fixă, tinzând să compenseze rolul afixelor în exprimarea raporturilor gramaticale. Din acest punct de vedere, româna este de tip intermediar.
Topica restrânsă la locul determinatului nominal față de determinant împarte limbile numite în engleză head-first (literal „capul primul”, acesta fiind determinatul) și head-last, (lit. „capul ultimul”), cu determinatul după determinant. Româna este de primul tip, prin poziția normal postpusă a atributului exprimat prin adjectiv calificativ, prin adjectiv posesiv și variante de adjectiv demonstrativ, precum și a complementelor necircumstanțiale. Articolul hotărât enclitic contribuie de asemenea la încadrarea în acest tip. În schimb maghiara este un exemplu de limbă head-last.
Locul subiectului, al predicatului și al complementului direct unele față de altele într-o propoziție enunțiativă tipică distinge șase tipuri de limbi, desemnate prin siglele formate din inițialele cuvintelor englezești subject „subiect”, verb „verb” și object „complement direct”: SOV, SVO, VSO, VOS, OVS și OSV. Marea majoritate a limbilor sunt SOV, SVO și VSO. Româna, de exemplu, este o limbă SVO.

#### Alți parametri tipologici sintactici
Cliticele pronominale sunt un parametru tipologic nu numai morfologic, ci și sintactic, după cum în unele limbi sunt cazuri când, în propoziția fără scoatere în evidență dublează în anumite cazuri obligatoriu un complement exprimat prin altă parte de vorbire, ca în română (ex. Îl văd pe Ion, Îi dau lui Ion), sau face aceasta numai pentru a scoate în evidență complementul, ca în franceză.
Adpoziția deosebește tipuri de limbi în primul rând prin ponderea adpozițiilor în realizarea relațiilor de caz (limbi analitice vs. sintetice), în al doilea rând, după cum unele limbi preferă prepozițiile, ca limbile romanice, sau postpozițiile, ca japoneza.
Subiectul distinge grupuri de limbi tot prin doi parametri. Unul le împarte în limbi „pro-drop” și „non-pro-drop” (vezi mai sus), altul prin poziția sa față de predicat și de complementul direct: SOV, SVO, VSO etc.
Parametrul acordului deosebește limbi în care există acord în anumite categorii gramaticale (gen, număr etc.) între părți de propoziție, de limbi în care nu există. De pildă, în privința atributului adjectival, româna se încadrează în primul tip, iar maghiara în al doilea.

### Tipologie fonologică
În privința naturii fonemelor se pot distinge, de exemplu, limbi care au clicuri (categorie de consoane produse în gură fără ca participarea respirației să fie necesară), cum este limba zulu, față de cele care nu au asemenea consoane.
Unele grupări de limbi sunt făcute după numărul anumitor tipuri de foneme și fonemele concrete cuprinse în acel număr. De pildă se disting limbile cu numărul minim de numai trei vocale, acestea fiind /i/, /u/ și /a/, ex. araba din Maroc, cele care au cinci (în plus /e/ și /o/), ex. swahili, spaniola sau japoneza, etc..
Există tipuri de limbi și după natura sunetului care poate constitui nucleul silabei. În unele limbi, acesta poate fi numai o vocală, în altele pot fi și unele consoane (mai ales /r/, /l/, /n/, /m/). Astfel sunt, de exemplu, limba cehă (ex. Brno [br̩.no]), BCMS (ex. vrt [vr̩t] „grădină”, bicikl [bit͡si.kl̩] „bicicletă”) sau engleza: ex. bottle [bɒ.tl̩] „butelie, sticlă”, button [bʌ.tn̩] „buton, nasture”.

### Tipologie prozodică
În domeniul prozodic, una din distincții este între limbi accentuale, în care predomină accentul, și limbi tonale, în care predomină tonurile.
Accentul, un fenomen prin care sunetul care constituie nucleul unei silabe iese în evidență față de alte nuclee de silabă, este predominant de pildă în toate limbile din Europa. Locul lui în cuvintele polisilabice este un parametru care împarte limbile cu accent liber (posibil pe oricare silabă) de cele cu accent fix (posibil numai pe o anumită silabă). Limbile din ultimul grup se deosebesc la rândul lor prin silaba pe care poate fi accentul (prima, ultima etc.). În limbile în care accentul nu este fix, locul acestuia poate distinge sensuri lexicale și gramaticale ale cuvintelor care conțin aceleași sunete, ex. ro  paralele – paralele, veselă (adjectiv) – veselă (substantiv), mobilă (subst.) – mobilă (adj.) – mobilă (verb la perfectul simplu).
În limbile tonale, tonul este cel care îndeplinește în cea mai mare parte rolul accentului. Este definit ca nivelul de înălțime a sunetului sau variația înălțimii sale într-o silabă. Limbi tonale sunt mai ales cele care sunt și izolante cu cuvinte predominant monosilabice, în care tonurile au un rol important în distingerea sensurilor lexicale și gramaticale ale cuvintelor constituite din aceleași sunete, ex. zh  mā (ton înalt constant) „mamă” – má (ton ascendent) „cânepă” – mǎ (ton descendent-ascendent) „cal” – mà (ton brusc descendent) „a certa” – ma (fără ton) particulă interogativă.

### Tipologie lexicală
În general, domeniul lexical prezintă un interes tipologic redus, în afară de formarea de cuvinte, care ține și de morfologie, pentru că sensul lexical al cuvintelor are mai puțin a face cu structura limbilor, spre deosebire de morfologie, sintaxă, fonologie sau prozodie. Totuși, unele aspecte lexicale legate de aspecte sintactice pot fi de interes tipologic, precum verbele de mișcare. În funcție de construcția lor se disting două tipuri de limbi după felul în care exprimă modul și direcția mișcării prin verbul însuși și cu un cuvânt aparte sau un afix.
Limbile numite en  satellite-framed „cu cadraj satelitar” sau „cu cadru de satelit”, ca engleza, exprimă tipic modul mișcării prin verbul însuși, iar direcția ei printr-un cuvânt aparte (satelit), pe când limbile verb-framed „cu cadraj verbal” sau „cu cadru verbal”, ca spaniola, exprimă tipic direcția mișcării prin verbul însuși, iar modul ei prin cuvânt aparte, ceea ce se vede de multe ori în traduceri, de exemplu:
en  The bottle floated out of the cave „Sticla a plutit afară din peșteră” – es  La botella salió de la cueva flotando „Sticla a ieșit din peșteră plutind”.
În maghiară, limbă fino-ugrică cu cadraj satelitar, cuvântul aparte care exprimă direcția devine prefix în anumite cazuri, ex. Csak a gyerekek ültek fel a lóra „Numai copiii au încălecat” (lit. „Numai copiii s-au așezat sus pe cal”) (subiectul scos în evidență) vs. A gyerekek felültek a lóra „Copiii au încălecat”.
Limbi cu cadraj satelitar mai sunt cele indoeuropene în afară de cele romanice, limbile fino-ugrice, chineza și altele, iar cu cadraj verbal – cele romanice, semitice, polineziene, japoneza, coreeana etc.
Ca tipurile de limbi în general, nici acestea nu sunt pure, ci reprezintă numai niște preferințe. Astfel, și engleza, limbă cu cadraj satelitar, are verbe care includ exprimarea direcției, dar în mod semnificativ sunt majoritar împrumuturi din franceză, limbă cu cadraj verbal, și sunt folosite mai ales în registrul de limbă elevat, ex. enter „a intra”, exit „a ieși”, descend „a coborî”, pass „a trece”. De asemenea, limbile cu cadraj verbal au și verbe care includ exprimarea modului deplasării, precum a fugi, a se plimba, a zbura.